# Gueorgui Fírsov
Gueorgui Frólovich Fírsov (en ruso: Георгий Фролович Фирсов; 5 de abril de 1917 — 24 de octubre de 1960) fue un especialista en motores aeroespaciales ruso de la etapa soviética, jefe de diseño de pruebas de la Oficina n.º 456 (NPO Energomash).

## Biografía
En la década de 1930 trabajó en Laboratorio de Dinámica de Gases, y a continuación, en el Centro de Investigaciones Keldysh.
- 1950 — Fírsov fue nombrado jefe de Diseño de la Oficina n.º 456, en especial de la ingeniería de pruebas, institución creada y dirigida (hasta 1974) por el académico Valentín Glushkó. Firsov es uno de los creadores de los sistemas de propulsión de los motores cohete de los misiles balísticos intercontinentales (ICBM) y de las primeras naves espaciales.
- 1958 — según decreto del Comité Central del PCUS y del Consejo de Ministros de la URSS N.º 825-393, entró a formar parte de la Comisión Estatal de Pruebas del Misil Balístico de Alcance Medio (БРСД) R-12 de una sola etapa, con columnas de intercambio líquido-propulsión, aceptado en 1959.
- 1960 — en octubre, Fírsov realizó el que sería su último viaje de trabajo para seguir los ensayos en el Cosmódromo de Baikonur en las pruebas de arranque del misil balístico intercontinental R-16.

Murió el 24 de octubre de 1960 en un trágico accidente (denominado años después por los medios oficiales como Catástrofe de Nedelin), que se produjo durante las primeras pruebas del misil intercontinental R-16 en el Cosmódromo de Baikonur.
Está enterrado en la ciudad de Jimki, región de Moscú, en el cementerio de Novoluzhinskom (parcela n.º 5).

## Reconocimientos
- El cráter lunar Firsov lleva este nombre en su honor.

## Publicaciones
- Б.Е. Черток. «Ракеты и люди. Фили — Подлипки — Тюратам» (BE Chertok. "Los cohetes y las personas. Fili - Podlipki - Tyuratam")

- Datos: Q4485003